# Матеріал

Структура твердого матеріалу відповідно до масштабної шкали (зліва направо): макроскопічна, мікроскопічна, наноскопічна. Кристалічна речовина (вгорі) і полімер (внизу)

Матеріа́л або зна́діб — речовина, або суміш речовин, первинний предмет праці, який використовують для виготовлення виробу (основний матеріал), або які сприяють якимось діям. У останньому випадку уточнюють, що це допоміжний, чи витратний матеріал.

## Загальні поняття
Наука, яка вивчає будову, властивості й застосування матеріалів називається матеріалознавством і застосовує водночас фізичні, хімічні й інженерні методи.
Матеріали можуть бути природного походження, наприклад, пісок, деревина, мармур, а також можуть бути створені людиною (цемент, скло, чавун, поліетилен). У сучасному виробництві використовується велике різноманіття природних і штучних матеріалів. Матеріали, безпосередньо з яких виробляється продукція, називають сировиною.
Залізний цвях, мідна пластинка, алюмінієвий дріт — вироби з відповідного матеріалу. Різні вироби та матеріали складаються з речовини.

## Властивості матеріалів
Властивості матеріалів є інтенсивними, переважно кількісними, властивостями (фізичними, хімічними, технологічними тощо) речовин. Кількісні характеристики можуть бути використані як метрики для взаємного порівняння матеріалів при їх виборі.
Властивість може бути як фізичною константою, так і функцією однієї або декількох незалежних змінних, як-от температура. Властивості матеріалів часто змінюються деякою мірою залежно від напрямку в матеріалі, в якому вони оцінюються, що має назву «анізотропія». Властивості матеріалів, які стосуються двох різних фізичних явищ часто мають лінійну (або приблизно) лінійну залежність в даному робочому діапазоні, що може розглядатись як усталена залежність для цього діапазону. Ці лінеаризації дають змогу значно спростити форму запису диференціальних визначальних рівнянь, що описують відповідні властивості.
Деякі властивості матеріалів використовуються у відповідних рівняннях для прогнозування технічних параметрів системи апріорі. Наприклад, якщо для матеріалу відомі теплоізоляційні властивості або втрати тепла, то для об'єкту, виготовленого з цього матеріалу може бути визначена зміна температури. Властивості матеріалів можна значно надійніше порівнювати при використанні стандартизованих методів випробувань. Багато таких методів випробувань були задокументовані відповідними спільнотами дослідників і опубліковані через ASTM International.

### Фізичні властивості
Фізичні властивості — властивості речовини, які вона проявляє поза хімічною взаємодією: температура плавлення, температура кипіння, в'язкість, густина, розчинність, діелектрична проникність, теплоємність, теплопровідність, електропровідність, абсорбція, колір, міцність, текучість, індуктивність, радіоактивність, гідрофільність і гідрофобність, теплота змочування тощо.

### Хімічні властивості
Хімічні властивості — властивості речовин, що стосуються хімічних процесів, тобто це такі властивості, які проявляються в процесі хімічної реакції. До хімічних властивостей належить здатність реагувати з іншими речовинами, а також схильність до розкладу.

### Технологічні властивості
Технологічні властивості матеріалів (англ. manufacturing properties of materials) — це комплекс фізико-хімічних властивостей цих матеріалів, зумовлених станом, складом і структурою в процесі взаємодії речовини з технологічним середовищем, тобто під час їх оброблення.
Оброблюваність матеріалу — здатність матеріалу піддаватись обробленню є основним критерієм його технологічності. Розрізняють матеріали з низькою, нормальною та підвищеною оброблюваністю.

## Еталонний матеріал
Еталонний матеріал (англ. reference material) — речовина чи суміш речовин, склад яких відомий в окреслених границях точності, та одна чи кілька властивостей якої добре встановлені і використовуються для калібрування апаратури, перевірки методів вимірювання. Знаходяться у відповідних Національних лабораторіях.

## Стандартний матеріал
Матеріал чи субстанція, кількісні характеристики властивості яких є гомогенними та добре встановленими і які можуть бути використані для калібрування апаратури, оцінки вимірювальних методик та кількісних вимірювань таких характеристик. Інколи певні стандартні матеріали мають властивості, які не можуть бути пов'язані з їх встановленою структурою або не можуть бути точно визначені за допомогою фізичних чи хімічних методів (напр., біологічні матеріали).

## Додаткова література

### Книги
- Серія книг Springer Series in Materials Science (Springer, 2006-2023+)
- Серія книг Series in Materials Science and Engineering (Routledge, 2001-2023+)
- Серія книг Oxford Series on Materials Modelling (Oxford University Press, 2003-2023+)
- Серія книг Materials Science Monographs (Elsevier)

### Журнали
- Nature Reviews Materials (сайт, Nature Portfolio)
- Nature Materials (Nature Portfolio)
- Advanced Materials (Wiley-Blackwell)
- Chemistry of Materials (сайт, American Chemical Society)
- Advanced Functional Materials (сайт, Wiley-Blackwell)
- Advanced Energy Materials (Wiley-Blackwell)
- Materials Today (Elsevier)
- Progress in Materials Science (Elsevier)
- Journal of Materials Science (Springer)